# Kaingaroa Harbour
Kaingaroa Harbour ist ein Naturhafen auf den Chatham Islands, die zu Neuseeland gehören.

## Geographie
Der Kaingaroa Harbour befindet sich am nordöstlichen Ende von Chatham Island, der Hauptinsel der Chatham Islands. Der nach Norden hin offene Naturhafen besitzt eine Ausdehnung von rund 1,22 km × 0,76 km, bei einer Küstenlänge von 2,44 km.
Die einzige kleine Siedlung an den Ufern des Waikawa Harbour ist Kaingaroa und befindet sich an seiner Westseite, nahe der nördlich von ihr liegenden Fischfabrik. Diese verfügt über den einzigen Schiffsanleger im nordöstlichen Teil der Insel.

## Geschichte
Der Überlieferung nach sollen die Vorfahren der Moriori (Ureinwohner der Chatham Island) mit dem Ko ro waka a Kahu, dem Kanu des Kahu in der Bucht des Kaingaroa Harbour gelandet sein, wo er seinen Farn pflanzte und den Ort Tongariro nannte. Der Ort soll bei der Ankunft der Māori im Jahr 1836 zerstört worden sein.